# Coppa Agostoni 2004
La Coppa Agostoni 2004, cinquantottesima edizione della corsa, si svolse il 18 agosto 2004 su un percorso di 196,8 km. La vittoria fu appannaggio dell'italiano Leonardo Bertagnolli, che completò il percorso in 4h39'24", precedendo il connazionale Dario Frigo e lo spagnolo Gonzalo Bayarri.

## Ordine d'arrivo (Top 10)
| Pos. | Corridore            | Squadra                   | Tempo    |
| ---- | -------------------- | ------------------------- | -------- |
| 1    | Leonardo Bertagnolli | Saeco                     | 4h39'24" |
| 2    | Dario Frigo          | Fassa Bortolo             | a 4"     |
| 3    | Gonzalo Bayarri      | Phonak                    | s.t.     |
| 4    | Roberto Sgambelluri  | Vini Caldirola            | s.t.     |
| 5    | Francisco Vila       | Lampre                    | s.t.     |
| 6    | Gianni Faresin       | Team Gerolsteiner         | s.t.     |
| 7    | Massimiliano Gentili | Domina Vacanze            | s.t.     |
| 8    | Paolo Valoti         | Domina Vacanze            | a 48"    |
| 9    | Paolo Lanfranchi     | Ceramiche Panaria-Margres | s.t.     |
| 10   | Mauro Gerosa         | Vini Caldirola            | s.t.     |